# 最终幻想XIII
《最终幻想XIII》是由史克威尔艾尼克斯制作並在2009年12月首发的角色扮演游戏，總計有PlayStation 3、Xbox 360版和其後2014年移植的Windows版。游戏于2010年3月在欧美發行，2010年5月在台湾和香港发行正体中文版，这是最终幻想系列的第13部本传游戏，也是系列发行23年来的首部官方中文版游戏。本作使用了快节奏的新战斗系统，通过“水晶盘”决定角色能力的发展，并使用了可定制的“阵式”系统来控制角色所使用的能力。《最终幻想XIII》也使用了系列作的標誌元素，如召唤兽、陆行鸟和飞空艇等。
游戏发生在一个名为茧的浮空世界，其政府（圣府）下令将可能接触到遥远下界“脉冲”的平民全數排除。原聖府軍中士的主角——雷霆，为了拯救被下界力量留下烙印而成为茧之敌人的妹妹，展开了和政府的衝突。雷霆很快和伙伴组成了一个团队，队伍中的成员皆有著來自下界的烙印。为避免因尚未明朗的使命執行失败而導致的「尸骸化」，他们开始寻找自己被赋予的任务，并和圣府展开对抗。
《最终幻想XIII》于2004年开啟研发，并在2006年E3游戏展首次公開消息，是最终幻想系列旗下子系列新的水晶故事的核心作品，也是史克威尔艾尼克斯自家的「水晶工具」引擎开发的首個游戏。《最终幻想XIII》主要的正面评价為游戏的图象表现和战斗系统。游戏剧情則获得褒贬不一的评价，而偏线性的流程则普遍受到批评。截至2017年，本作PS3與Xbox 360版本的全球銷量合計超過750万套。
续作《最终幻想XIII-2》於2011年12月在日本发行，2012年2月在北美、欧洲、澳洲、台湾和香港发行。第二部续作《雷霆归来 最终幻想XIII》于2013年11月在日本、台湾和香港发行，2014年2月在北美、欧洲和澳洲发行，至此结束了雷光的故事，IGN網站將三部作品統称为《雷光传奇》。

## 游戏玩法
玩家以第三人称视角直接控制屏幕中的角色，与游戏中的人物、物体和敌人互动。玩家可以围绕角色，360度旋转环境视角。《最终幻想XIII》的世界以匹配角色尺寸的真实比例呈现，和非像早期最终幻想游戏那样，用角色模型在微缩地图上漫游。玩家可以步行或骑陆行鸟在世界移动。玩家可以在存档点将游戏保存到硬盘驱动器中；玩家还可以从零售网络购买道具或更新武器。游戏数据数据记录了怪兽图鉴和关于《最终幻想XIII》的杂项信息。日本发行的《最终幻想XIII Ultimate Hits 国际版》还加入了“简易”模式选项。

### 战斗系统
如同《最终幻想XII》，敌人会公开在场景中显示，并可由玩家选择接触或避开。当玩家角色接触到敌人时，如同最终幻想前作，屏幕就会从常规地图切换到战斗画面。战斗至多可以使用三名角色，并使用了系列传统即时战斗（ATB）系统——由伊藤裕之最早为《最终幻想IV》——的改编版。在此系统中，玩家需要从菜单中执行攻击、魔法或道具等行动。有别于系列前作，本作中玩家只能控制领队，其它两名角色由游戏人工智能（AI）控制。ATB槽被分为数格，每次行动都会消耗特定的格数，而消耗后ATB槽又会自动填充。ATB槽随着游戏推进会从2格逐渐增加至6格。玩家可以等待ATB槽填满，选择当前格数下消耗最高的行动，也可以选择不填满ATB槽，而根据当前的ATB格数完成尽可能多的行动。玩家可以选择自动战斗命令，此时系统会根据ATB槽填充来自动选择行动。行动不可用于战斗外，每场战斗后角色生命值会全部补满。
每个敌人都有一个称为连锁反击的计量器，其起始值为100%，并随着被攻击或魔法伤害而增加。不同职能的攻击有不同效果；一些职能攻击会大量增加连锁值，另一些职能则会推延连锁计量器的重置时间。一次攻击对敌人的伤害值为连锁百分比与原本伤害值的乘积。当连锁计量器达到该敌人的预定数值后，敌人就会转为崩溃状态。在该模式下，敌人的防御降低，并且可能被击上空中。阵式系统可让玩家编排六个不同的职能，让玩家在战斗中依据特定情况，选择的角色队形。六个职能为：战士类型的攻击者；黑魔导士类型，使用伤害类魔法的破坏者；白魔导士类型，使用治愈和不良状态恢复魔法的回复者；使用不良状态魔法削弱敌人能力的阻碍者；通过增益魔法提升队友能力的支援者；以及如同圣骑士，具有保护和防卫能力的防御者。每个角色最初只能使用三种职能，但在游戏随后，玩家可以获得全部职务（但角色后三种职务的能力有限）。无论在战斗内外，玩家都可改变所控角色和AI角色的职能，这是玩家在战斗中唯一能控制AI角色的方法。玩家只能从在战斗外预先设定好的阵式列表中选择特定阵式。
每个角色都可在战斗中召唤一种召唤兽。这些召唤兽有奥丁(Odin)、濕婆(Shiva)、亞歷山大(Alexander)、巴哈姆特(Bahamut)，以及新增的海克頓蓋爾(Hecatoncheir)与布倫希爾德(Brynhildr)。在发动召唤后，召唤兽会在陪同召唤者战斗一段时间后离开。在召唤召唤兽时，玩家可以发动駕馭模式，这时召唤角色会乘在变化形态的召唤兽上，执行不同的攻击。

### 水晶盘
水晶盘是由六个水晶构成的等级系统，类似于《最终幻想X》的晶球盘。水晶盘中各水晶分别代表六种阵式之一，并被分为十个等级。每一级都有大量提升生命值、力量、魔法值，或增加新能力和配饰栏位的分节点。这些分节点以半线性线路连接。玩家通过使用击败敌人后获得的水晶点（CP），沿着线路前进。在游戏开始时，玩家并不能使用全部水晶；当玩家到达游戏情节特定地点，就可以使用新水晶或等级。

## 情节

### 设定
《最终幻想XIII》设定在名为「大脉冲(Gran Pulse)（简称脉冲）」的世界。剧情中心发生在「茧(Cocoon)」——一个由神权政府圣府统治，漂浮在脉冲地表上方的大型人工球体。两个世界皆由具有神般力量的机械生物「法尔希(Fal'Cie)」统治。茧的法尔希负责维持茧的漂浮，并为生活在其中的人类提供给光和水。每个法尔希都掌管一个特定的任务。法尔希可以将生活在脉冲和茧的人类变成他们的仆人。他们叫做「路希（I'Cie)」，身上烙有代表脉冲或茧的烙印，并获得法尔希处看到“幻视”——需要完成的「使命（Focus）」如果路希完成使命，就会变成水晶并获得传说的永生；相反，他们就会变成丧失记忆的「尸骸（Cie'th）」。路希并不能从幻视中明确获得使命，而必须由他们根据幻视自己发现。
在游戏情节开始的数百年前，脉冲和茧之间发生了一场名为默示战争的战斗，从脉冲来的路希在茧上方撕破了一个大洞。最终，路希完成了他们的使命并变成了水晶。大洞是由脉冲运来的材料填补的，而茧的居民自此生活在另一恐惧中；圣府利用这恐惧继续掌权。圣府有两支军队分支：负责维持茧的秩序的警备军，以及负责处理全部与脉冲有关威胁的特种部队PSICOM。法尔希带给人类先进的技术，如飞空艇和机械生物，而同时并存的还有一种魔法。这种魔法一般只能由路希、法尔希，以及茧与脉冲的怪物使用，但一般人类可以使用其精炼化学形式。

### 角色
《最终幻想XIII》有六名可操作角色，他们分别是：雷光，游戏主人公，原士兵，莎拉的姐姐；冰雪·維里耶，莎拉的未婚夫，准军事团队诺拉的领导；約爾芭·黛亞·班尼拉，流放者，来自脉冲的路希；薩茲·卡茲羅伊，民航飞行员，男孩多吉的父亲；霍普·埃斯特海姆，在他与父母间关系中挣扎的少年；以及約爾芭·瑜·牙，来自脉冲的路希，與圣府的骑兵队共同行動。其他角色还有：嘉連斯·戴斯利，圣府的统治者和主要反派；希德·雷恩斯，不信任政府的圣府骑兵队准将；以及莎拉·法隆，雷光的妹妹，冰雪的未婚妻。

### 剧情
《最终幻想XIII》以从茧中驱逐，或者说「净化」，可能与脉冲物体接触的波塔姆镇居民开始。游戏过程会穿插倒叙情节开始前13天内的事件，即来自脉冲的法尔希在波塔姆附近被发现，雷光的妹妹莎拉被脉冲的法尔希变成路希。雷光和萨兹逃出开往脉冲的列车，试图救出莎拉。在紧接着的战斗中，斯诺领导的抵抗组织诺拉在营救被流放到脉冲的居民。然而战斗中一些居民死亡，其中包括霍普的母亲。在斯诺去法尔希的遗迹救出未婚妻莎拉时，另两个流放者霍普和香草加入了队伍。两支队伍在法尔希面前汇合，正在此时莎拉变成了水晶。遗迹之后，他们被下界法尔希选中并成为路希，还被扔到茧的其它地方。在变成路希时，他们都看到了相同的幻象：一个称作诸神黄昏的怪兽。雷霆等人就梦见不明确的幻视展开争论。随着剧情的推进，他们终于见到莎拉——然而，此时的莎拉正在变成水晶。斯诺不甘心而选择留在莎拉身边，而其他人则选择继续前进。
随着军队的到来，斯诺无法对抗整个军队而被希德和云·芳抓获，并被拘留在飞空艇林德布鲁姆上。此时其他人在逃脱PSICOM的追捕，后来因目标不同而决定分离：霍普和雷光前往商业都市帕魯姆波魯姆，萨兹和香草则前往歡樂都市納吉拉斯。在雷光的剧本中，她无意间支持了霍普为报母亲去世之仇而杀死斯诺的目标。在香草的剧本中，萨兹讲述了他儿子达吉被茧之法尔希变成路希，并被PSICOM带走观察幻视的情况。在帕魯姆波魯姆，雷光劝说霍普放弃他的复仇，并遇到了斯诺和云·芳。云·芳透露她和香草是变成水晶的脉冲路希；并在游戏事件开始前的13天变回人类，从而引发了「净化」。霍普企图杀死斯诺，但在被斯诺从空袭下保护后，他决定放弃复仇。之后在希德的帮助下。他们成功地从城市逃离。而在納吉拉斯，香草对萨兹表示自己是来自脉冲的路希。并间接导致多吉变成路希。PSICOM之后逮捕了萨兹和香草，并将他们带上飞空艇帕拉梅其亞。
雷霆等人开展了香草和萨兹的营救行动，作战幸运地成功了，齐聚的团队开始直面圣府伟大法王嘉連斯·戴斯利。戴利斯表示他是神创的法尔希，并且作为茧的统治者——巴爾多安狄爾斯。巴爾多安狄爾斯告诉他们，他们的幻视是要变成神兽——诸神黄昏，并杀死维持让茧浮空的沉睡法尔希孤源，而杀死法尔希孤源将会毁灭茧。雷霆等人逃离后从希德口中得知，法尔希认为茧的毁灭会召唤出世界的创造者——神。然而法尔希无法伤害身為同類的孤源，因此需借助路希的力量。香草和云·芳告诉雷霆他们，她们都参与了百年之前的「默示战争」，也看到了同样的幻视：变成诸神黄昏并试图毁灭孤源。一行人飞向脉冲并前往香草和云·芳的家乡奥尔芭，希望能找到消除路希烙印的方法。但城镇变成了荒地，他们没有找到任何存活的人，也没有能消去烙印的方法。此时，戴利斯再次出现并告诉他们，他逼迫希德担任圣府的头目，并在茧中创造混乱，让骑兵队政变攻击希德和孤源。
雷霆等人带着阻止破坏的目标回到了茧。他们在前去孤源处的路上才发现骑兵已经变成了尸骸，经过重重难关后终于遇到戴利斯并将其击败，此时孤源醒来并和戴利斯融合，逼迫云·芳完成她变身诸神黄昏的幻视，并似乎将其他人也变成了尸骸。但雷霆以人类的形式再次出现，防止了云·芳的变身，最终击败孤源，并逃出正坠向脉冲的茧。雷霆等人则因完成幻视变成了水晶，香草和云·芳留在茧中，变成了诸神黄昏。她们为了防止茧和脉冲相撞，将自己变成了水晶柱支撑起茧。其他队员在脉冲上从水晶状态醒来，发现自己的路希烙印消失。最後雷光、霍普、斯诺、萨兹和回归的莎拉与多吉相聚。

## 开发

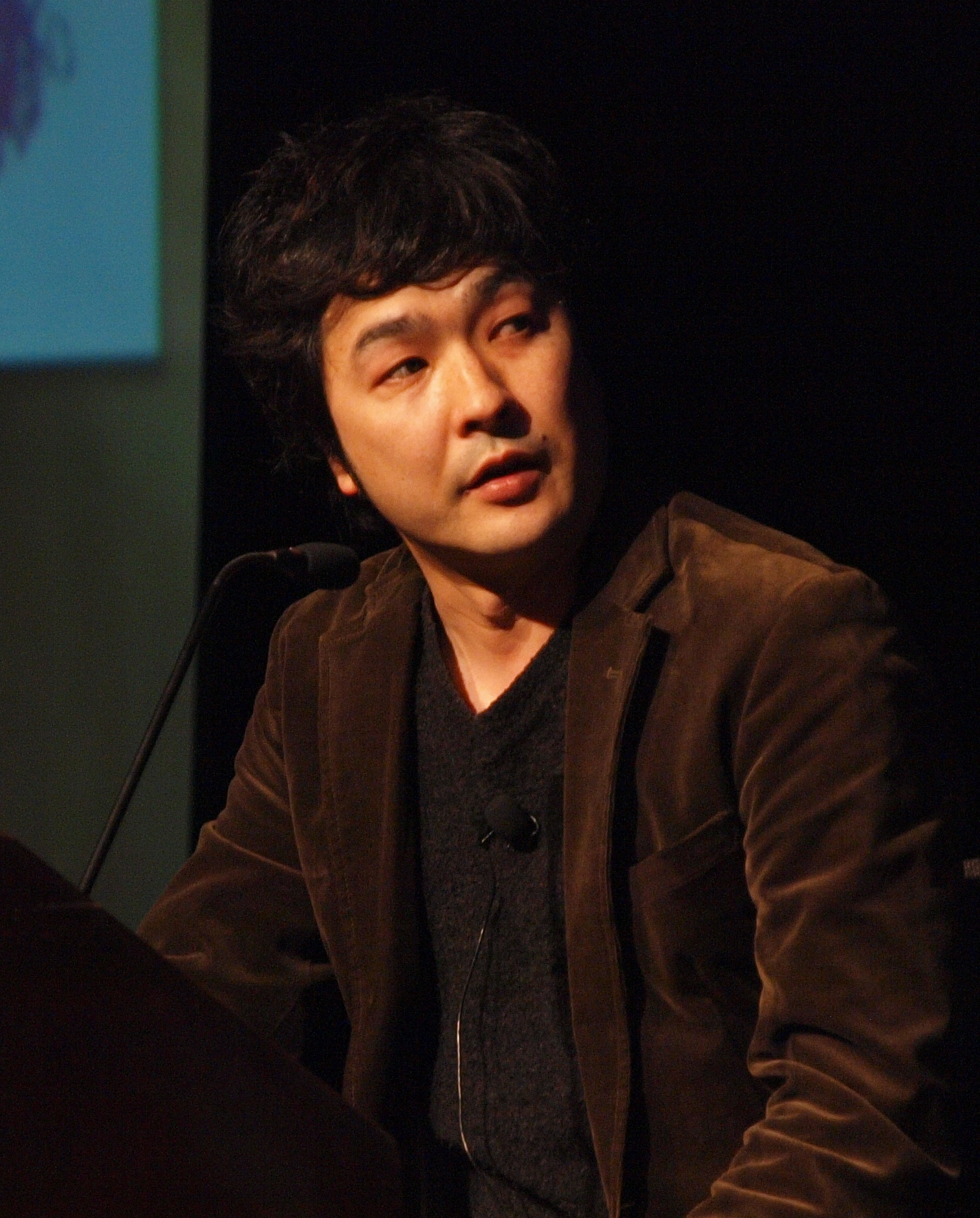
鸟山求，游戏总监与编剧，摄于2010年游戏开发者大会

早在日本《最终幻想X-2国际版+最终任务》发行后不久的2004年2月，《最终幻想XIII》就以“色彩世界”（Colors World）的代号开始开发。在第一年，总监鸟山求和剧本构思野岛一成就开始构思剧情。野岛想出了成为“新的水晶故事”系列根基的水晶神话，其中包括法希尔和路希的概念。鸟山之后以此神话为前提创作了情节。他想描绘“彼此在一起但严重冲突”，“被不公命运玩弄的人物”。为了达到这一结果，剧情十三章分别聚焦于不同主角。第七、八章节是队伍人际关系的转折点。
2006年3月，当故事各组成部分开始结合在一起时，主编剧渡邊大祐加入团队。鸟山拿给渡边他所编写前八章粗略提纲，提纲已经确定了重要场景和队员分离团聚等的基础要素。他告诉渡边他想要描绘的剧本，并要求他充实剧情，以及纠正衔接之处的一切问题。例如鸟山决定了斯诺和霍普和解的场景，而渡边需要思考如何表现这段和解桥段，并以此编写剧本。为了强调故事试图表达的内容，渡边给每个角色调整了个性。例如他认为在故事开头，队伍不应有“可靠和冷静的领导者”，以更精确的展示主角们变成路希后的不安。鸟山称，人物的绝望，以及体现他们似乎走投无路的许多情节，是叙述故事的一大挑战。鸟山以萨兹试图自杀的场景为例：尽管他认为“这几乎有点阴暗”，但却想要将这类内容加入游戏。与此相对，他称萨兹的小陆行鸟等轻快的元素，使游戏保持着良好平衡。
游戏在开发之初曾计划发行于PlayStation 2。但在2005年5月《最终幻想VII》技术演示获得正面评价后，团队决定将游戏改于PlayStation 3，并使用水晶工具——第七世代跨平台游戏引擎，由史克威尔艾尼克斯为其次世代游戏而制作——开发。史克威尔艾尼克斯认为，虽然开发新引擎最初会造成游戏开发延迟，但却会缩短以后项目的开发时间。然而，延迟时间超过原先预期，因为引擎必须容纳包括《XIII》在内的其它数款游戏。史克威尔艾尼克斯曾考虑过PC移植版，但因公司对当时电子游戏市场的观察，以及缺乏关于安全问题等PC平台的经验，最终决定放弃。《最终幻想XIII》在2006年E3游戏展上首次展出。因当时没有游戏系统，故预告片仅展示艺术概念，而非最终设计概念。随游戏公布的还有《最终幻想Versus XIII》（后易名为《最终幻想XV》）以及原名《最终幻想Agito XIII》的PlayStation Portable游戏《最终幻想 零式》，这三款游戏构成了新的水晶故事 最终幻想系列。史克威尔艾尼克斯解释称，尽管三款游戏通过主题联系在一起，但情节皆无直接关系。
《最终幻想XIII》的开发人员被划分为多个区域，每个开发者会或团队只集中负责一个特定任务，如开发特定游戏区域或是负责角色建模。游戏各物理区域是分开开发的；在初步设计获批准后，团队就被分配负责特定区域与填充细节，不再重复利用其它区域的资源。一些游戏开发者曾参与系列之前的作品。总监鸟山求曾参与开发《最终幻想X》和《最终幻想X-2》；制作人北濑佳范参与过《V》到《XIII》并担任《X》和《X-2》的制作人；主角设计师野村哲也在《VII》、《VIII》和《X-2》中同样担任此职；战斗系统设计师土田俊郎也担任《最终幻想X》的战斗系统设计。《XIII》作为首款PlayStation 3平台最终幻想，开发团队定了一个内部目标：如同为对应平台首款游戏的《最终幻想VII》和《X》，《最终幻想XIII》也应有同样的“游戏系统和工艺”影响力。他们的目标是让游戏销量达到500万。鸟山想让游戏成为“终极单人RPG”。
土田的战斗系统理念是维持命令制战斗的战略性质。该系统源自创作类似于电影《最终幻想VII 降临之子》所创战斗系统的渴望。本作战斗取消了之前最终幻想作品一直沿用的魔法值（MP）设定，土田等设计师认为，该设定会促使玩家因MP消耗，而不发动最强大的魔法攻击，反而使得战斗乐趣降低。阵式系统在战斗系统开发初期就已设计，其意在让战斗依赖迅速变化的策略，并感觉节奏紧凑。游戏最初只有5种职能，因设计师认为游戏中缺少阻碍者的能力，且不适合其它职能，故后来加入了此职能。游戏至多允许三名角色同时作战，加之敌方队伍的设计，会迫使让玩家切换阵式，并保证阵式在战斗中的应用。
鸟山希望雷光成和之前一些女角色不同的新型的女角色，拥有强壮的身体和较少的女性气质。他指导野村将她设计为“强壮而美丽”，使人联想到《最终幻想VII》的克勞德·史特萊夫。云·芳最初计划设计为男性角色，但在开发后期，它的性别随角色设计更新而修改。相较于以前游戏机的图形处理能力，PlayStation 3和Xbox 360的机能使野村可以在角色设计中使用更复杂的元素，如雷光的披风和详细的面部特征。这反过来也意味着，相较于之前的游戏，美工团队在各角色或区域上做出更多工作。野村没有参与非玩家角色的创作。
相较于从亚洲地点与文化汲取灵感的系列前作，《最终幻想XIII》通过艺术团队营造的场景令人想到美国。下界依照团队在全国各地拍摄的风景画而出啊工作，茧则用于不同种族的“大熔炉”。设定也被赋予了科幻美学，使其与系列其他作品相比更加突出。艺术总监上国料勇透漏，在未发行的开发版本中有雷光的家等许多额外场景，但因对游戏长度与容量的担忧，这些内容在最终版本中取消。上国料称被删去的内容本身足以制作另一款游戏。鸟山称，这些内容是在“开发的不同阶段”删去的，其中一些内容在游戏即将完成时删除。游戏和系列前作不同，没有可供探索的城镇区域；鸟山在一次采访中表示，团队无法将其如同游戏其它部分般图形化显示，并最终选择去掉这些要素。鸟山意欲为游戏创作收录新地点、武器和探索的资料片，但因处于项目晚期的质量担忧，同时出于对两个不同游戏机创作追加内容困难的考虑，构思最终被迫放弃。
在2009年4月16日发行的日版《最终幻想VII 降临之子 完全版》中，收录了《最终幻想XIII》的试玩版。鸟山表示，在原开发日程之外的试玩版发行，帮助团队确认了游戏观感应该如何的共同愿景，而这一问题一直困扰开发团队直到此时。这帮助团队确定了仍需完成工作的优先度，提高了项目剩余部分的开发速度。游戏旨在吸引日本和西方两方玩家，并使用了两个地区的焦点小组。英文本地化在游戏开发时就已开始，以减少英文区较日本发行的迟延。游戏最初打算在PlayStation 3平台独占发行，但在游戏开发周期的中后期，Xbox 360版本发行的消息公布。Xbox版本因技术限制，使用了低于PlayStation版本的分辨率，并分为3张盘。
游戏繁体版汉化由主要由亚洲索尼电脑娱乐（SCEA）中文化中心进行负责，这也是系列发行23年来首款汉化的游戏。游戏使用日版配音与中文字幕。汉化过程中最大的挑战是中文是否能忠实的表达出原意。在专有名词翻译方面，日本开发团队更为重视世界观与设定等重要名词，务求意思准确或发音相近。SCEA先将玩家已有共识的译名提供给开发团队，之后进行探讨，最后由官方选择批准。其中“陆行鸟”沿用了玩家间的翻译，但对于游戏主人公，官方选择“雷光”而非民间的“雷霆”作译名，但鸟山求制作团队认为“Lightning的名字应该是充满光明的，而且作为一个代号雷霆也不是很好听”。至于台湾沿用已久的民间译名“太空战士”，制作人北濑佳范表示，为了便于国际交流，游戏使用“Final Fantasy XIII”的英文原名，而不另取中文名称。

### 音乐
游戏原声由滨涡正志谱曲。他曾担任《最终幻想X》的共同作曲者和《地狱犬的挽歌 -最终幻想VII-》的主作曲。这是首部原系列作曲者植松伸夫未参与的最终幻想本传。尽管最初宣布游戏主题曲由植松作曲，但在植松获聘为《最终幻想XIV》谱曲后，这一职能便被滨涡接替。原声的一些曲目使用了平野义久、大森俊之和田部井亨编曲，华沙爱乐乐团演奏的管弦乐。在国际版中，日版主题曲菅原纱由理的《因为有你》改为英国歌手利昂娜·刘易斯第二张专辑《Echo》的歌曲《My Hands》。史克威尔艾尼克斯时任总裁和田洋一后来表示，如果美国分公司从头制作主题曲会更好，但因工作人员缺乏，最终使用了授权的既有歌曲。
游戏中的音乐收录于数张发行专辑中。史克威尔艾尼克斯在2010年发行了4 CD装主原声专辑《最终幻想XIII 原声音乐》。专辑发行首日售出1.6万份。史克威尔艾尼克斯在2010年发行了两张黑胶唱片专辑，《W/F：最终幻想XIII的音乐》和《W/F：最终幻想XIII的音乐 Gentle Reveries》，专辑选录了游戏的一些原声。史克威尔艾尼克斯还在2010年发行了钢琴演奏的原声编曲专辑《最终幻想XIII原声音乐 -PLUS-》。For Life Music在2009年发行了日版主题曲《因为有你》的单曲专辑。

## 版本与商品

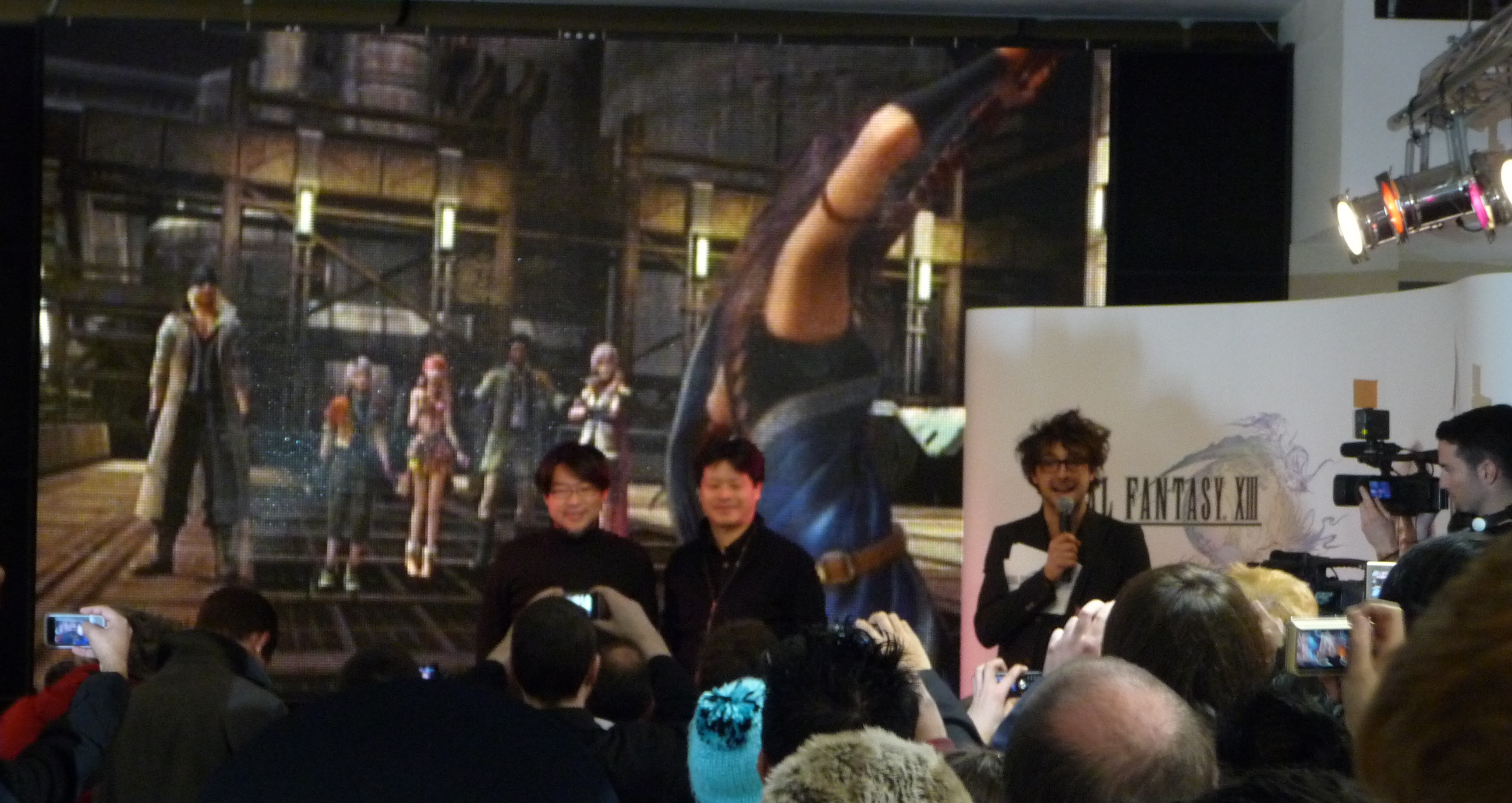
艺术总监上国料勇（左）制作人北濑佳范（右），摄于2010年3月的《最终幻想XIII》伦敦发布会

游戏于2009年12月17日在日本发行，2010年3月9日在北美、欧洲和澳大利亚发行，2010年5月27日在台湾和香港发行繁体中文版。随着游戏在日本发行，日本酒类经销商Suntory还为促销游戏发行了“最终幻想XIII 炼金药”。同日起，《最终幻想XIII》PlayStation Home个人空间还在日本免费提供至2010年1月13日，同时提供的还有服装和个人空间家具；亚洲、欧洲和北美版PlayStation Home于2010年3月11日发行。2012年12月18日，游戏收录于日本合辑《最终幻想25周年纪念 终极包》中在发行。游戏于2013年11月21日作为雷霆终极包的一部分，连同其两部续作在日本独占再发行。
游戏在各地区用主机捆绑发行。游戏在日本和印有粉红色雷霆的限量版PlayStation 3发行，而西方则发行了硬盘印有《最终幻想XIII》标识银带装饰的Xbox 360。欧洲、北美和澳大利亚少量零售版还附赠由野村的创作的限量版Xbox主题面板。PAL区限量发行Xbox 360和PlayStation 3典藏版，其中收录了“精选版”《最终幻想XIII 原声音乐选辑》CD，三张召唤兽印刷图，“路希烙印“贴花纸，以及绘有角色插图、CG渲染插图和游戏和游戏场景的“最终幻想XIII的世界”。史克威尔艾尼克斯出版了三本Ultimania书籍：2010年1月28日出版的《最终幻想XIII 剧本Ultimania》、《最终幻想XIII 战斗Ultimania》和2010年9月30日出版的《最终幻想XIII Ultimania Ω》。《战斗Ultimania》包含对新战斗系统的描述、分析与要素，以及开发者访谈。《剧本Ultimania》介绍了游戏的主要剧本、角色及茧和脉冲地区的档案、开发者访谈以及各个地点的详细资料。最后一本攻略本《Ultimania Ω》收录配音演员和追加职员访谈以及《最终幻想XIII》的完整剧情，其中包括附加角色档案、艺术图和插画集，此外还有对剧情和背景的额外解析。
虽然游戏在西方发行了PlayStation 3和Xbox 360双版本，但亚洲地区则仅在PlayStation 3平台独占发行。Xbox 360国际版游戏《最终幻想XIII Ultimate Hits 国际版》于2010年12月16日在日本发行。游戏加入了“简易”模式选项和英文配音。其附赠小册子《最终幻想XIII 记忆回廊》，其收录了原版游戏取消的的内容，以及短篇小说尾声《最终幻想XIII 插曲I》。2014年东京游戏展期间，史克威尔艾尼克斯宣布本作将通过Steam网络商店在Windows平台发售，本作已經於2014年10月9日發售。
史克威尔艾尼克斯于2009年12月24日发行了前传小说《最终幻想XIII 插曲0 -约定-》，小说由映岛巡编写，讲述了游戏情节发生前十三天的情节。小说还有两套广播剧《最终幻想XIII 插曲0 -约定- Fabula Nova Dramatica α》和《Ω》发行。

## 评价
《最终幻想XIII》在日本发行首日售出100万套，在2009年末时，日本PlayStation 3版累计售出170万。史克威尔期望游戏的高销量，并为首发出货近200万套。游戏在北美首月售出一百多万份。史克威尔艾尼克斯在2010年3月表示，《最终幻想XIII》是系列历史上销售最快的作品。在同年4月时，北美PlayStation 3和Xbox 360版估算销量分别达到80万和50万。截至2012年7月，《最终幻想XIII》在亚洲地区售出30万套，成为销量最高的第三方PlayStation 3游戏。截至2013年1月，游戏在全球出货660万套。Media Create的统计表示，日本爱好者中女性玩家占据1/3。截至2017年，本作PS3與Xbox 360版本的全球銷量合計超過750萬套。而自2014年起販售的PC版本，在Steam平台上亦有超過70萬份銷量。
《最终幻想XIII》普遍获得积极评价。日本游戏杂志《Fami通》给游戏打出39/40分。《电击》称赞了游戏战斗系统，将其应得120分，仅仅100分是不够的。游戏在电击Online 2009年的读者票选中获选成为最佳游戏的第二名，并获得2010年1月《Fami通》读者票选的史上最佳游戏。游戏获得电子游戏颁奖盛典最佳RPG年度奖的提名。
评论普遍称赞游戏图形和呈现是技术里程碑。《Edge》特别称茧是“充满活力，富有灵感的设定，生动的色彩市场让你目瞪口呆”。GameSpot将艺术设计称之为“华丽”。评论还继续称赞了预渲染动画镜头，及其与实时游戏系统间几近无缝过渡的视觉质量。许多评论还了称赞游戏原声，《连线》称滨涡正志的音乐“使用琅琅上口的符尾和暴血的战斗旋律”。
《最终幻想XIII》的战斗系统获得广泛赞誉。战斗成长速度获得赞扬，一些评论称其“令人信服”；《Edge》总结称战斗系统“是同类游戏中最优秀的”。1UP.com称“虽然事实上你2/3的队员是AI控制的，但《FFXIII》的战斗可能是系列中所见最能身陷其中的”。剧情获得褒贬不一的评价，《连线》认为剧情“人有点多，且无之前游戏那么深奥”。1UP.com认为情节“难说是世界闻名级的作品”，但编剧清晰的掌握了表现方式，并力避老生常谈。评论员认为角色配合效果良好，随着游戏的推进，他们之间的互动弥补了剧情的缺点。

### 线性属性
尽管对于史克威尔艾尼克斯复兴最终幻想系列惯例的尝试，评论普遍表示称赞，但对于游戏的线性属性，许多评论反响消极，其中以发生于茧的前十章为甚，许多评论认为的一大问题是，可自由探索的城镇、自由漫游功能，及与非玩家角色的互动大幅减少。《GamePro》将游戏称作“朝向你小地图橙色目标符号的长长走廊，在那里触发一段过场动画、一场头目战，或是两者”，1UP.com批评线性系统是游戏“最大的缺点”，并认为第一部分“肤浅”。《Edge》主因游戏的线性属性，打出了了特别低的5/10。
与此相对，GamesRadar和《电脑与电子游戏》称赞了线性属性；前者称“精简、集中的结构消除了可能的冗长乏味，而没有简化任何东西”，后者则认为这是“一个聪明的举动”，并将玩家从“陷入世俗的数字运算，以及繁琐重复的升级中”救了出来。许多负面评价认为，玩家才能——从战斗系统到领队选择——直到游戏第一部分结束才逐渐得以施展。加之游戏的线性属性，一些评论甚至将游戏在下界发现前的章节称之为“无聊”。《Edge》认为，虽然这不足以弥补开头的几章，但他们下界游戏的“探索支线，以及看看下一个转角处视觉奇迹的简单快乐探索”让游戏“尝到了甜头”。

### 对批评的回应
游戏发行后，总监鸟山求认为，低于最终幻想系列游戏本传预期的评论打分，来自于从西方观点感慨游戏的评论者。这些评论者习惯于开放世界探索，他认为，这种期待与开发团队创作愿景相反。他称，“当你给了大量自由时，讲述引人入胜的剧情就变得极为困难”。北濑佳范表示，他们“事实上并未打算在RPG模板下工作”，而是“想创作一款新的游戏，甚至是一个新类型”。他称，“《FFXIII》很多场景感觉更像是FPS（第一人称射击）而非RPG”。
鸟山和北濑后来在2011年7月称，游戏最大的不满声是太过于线性，玩家和世界间缺乏足够的互动——他们称和之前的最终幻想游戏相比缺少城镇和小游戏。他们还称，大量的时间都花费在穿全部游戏元素也是一个常见的批评，称人们将其理解为“漫长的教程”。
史克威尔艾尼克斯前总裁和田洋一在Gamasutra上表达了对游戏的评价。他称“有些内容价值很高，有些则不是很满意”。他还称，“最终幻想应该成为新类型游戏，还是最终幻想不应该成为新类型游戏？顾客有不同的观点。它该朝哪个方向走非常难以决定。”

## 续作
在2011年1月18日史克威尔艾尼克斯第一制作部发布会上，史克威尔艾尼克斯宣布他们正在开发《最终幻想XIII》的后传《最终幻想XIII-2》，他们打算以游戏情节和角色为基础创作，并吸取原作的批评和其它反馈。游戏于2011年12月15日在日本发行，2012年1月31日在北美和台港发行，2012年2月3日在欧洲发行，游戏发行于PlayStation 3和Xbox 360两个平台。鸟山求和北濑佳范继续担任总监和制作人。游戏开始于《最终幻想XIII》情节三年之后，主人公为塞拉和新角色诺埃尔。《XIII-2》是最终幻想系列继《最终幻想X-2》、《最终幻想XII 归来之翼》和《最终幻想IV The After 月之归还》后的第四部游戏续作。团队的大多数成员再次创作了第二部后传《雷光归来 最终幻想XIII》，意味着圆满完成雷光的故事和《最终幻想XIII》的世界观。游戏与2013年11月在日本和台港发行，2014年2月在北美和欧洲发行。鸟山在《XIII-2》发行前的《Ultimania Omega》攻略本中表示希望编写“雷光最终以快乐结束”的故事，尽管当时史克威尔艾尼克斯并无制作续作的计划。